# Intel 80286
Intel 80286 mikroprocesor predstavljen je 1. veljače 1982. Radi se o x86 16 bitnom procesoru sa 134 000 tranzistora. 286ica je prvi Intel procesor koji je mogao izvršavati sav softver namijenjen svom prethodniku. 
Puno ga je koristio IBM u svom planetarano poznatom IBM PCu, od sredine 80-tih do ranih 90-tih, počevši 1984. godine s predstavljanjem IBM PC AT računala.

## Vanjske poveznice
- CPU-INFO: 80286, povijest
- Pregled svih 286 kompatibilnih čipova